# Systém 996
Systém 996 (čínsky 996工作制, český přepis 996 kung-cuo-č', pchin-jin 996 gōngzuòzhì) je systém pracovní doby, který je ilegálně provozován společnostmi v Číně. Název je odvozen od čím dál tím častější pracovní doby, která je po zaměstnancích požadována od 9 ráno do 9 do večera 6 dní v týdnu, to činí 12 hodin denně a celkově 72 hodin týdně. Mnoho internetových společností pevninské Číny se dle tohoto rozvrhu začalo oficiálně řídit. Dle kritiků systém 996 porušuje čínské pracovní právo a mnohými je označován jako „moderní otroctví“. The New York Times nazval systém 996 „čínskou verzí Hustle Culture“.
V březnu 2019 byl prostřednictvím GitHubu zahájen protest „anti-996“, který započal rostoucí nenávist k systému 996 a nespokojenost čínské společnosti. Navzdory příslibům Číny, že systém 996 zmizí ze společnosti, je však nadále v roce 2024 velmi rozšířený.

## Pozadí systému 996
Práce přesčas má v čínských internetových společnostech dlouhou historii. Tyto společnosti se zaměřují hlavně na rychlost práce a co nejnižší ceny nákladů. Zároveň od svých zaměstnanců očekávají, že budou k dispozici i mimo jejich pracovní dobu, často i pozdě v noci. Společnosti svým zaměstnancům nabízí různé „výhody“, jako například proplácení jízdného zaměstnancům, kteří často pracují až dlouho do noci. Tímto způsobem se snaží si udržet své zaměstnance.
Tento systém dlouhé pracovní doby téměř bez přestávek je znám tím, že zvyšuje výskyt mentálních a zdravotních problémů u zaměstnanců. Odhaduje se, že více než tři čtvrtiny pracovníků ve velkých městech jako Peking, Šanghaj nebo Guangzhou trpí únavou, bolestmi zad, poruchami spánku, poruchami příjmu potravy nebo stresem. Pro zaměstnance je také velmi náročné udržet balanc mezi prací a rodinou. Předpokládá se, že mnoho úmrtí z přepracování a sebevražd během posledních dekád[kdy?] v Číně souvisí se systémem 996.
Minimálně 40 společností, včetně velkých firem jako Huawei, Alibaba Group, ByteDance, JD.com nebo Youzan, systému 996, nebo i jeho intenzivnějších alternativ, využívalo nebo stále využívá.

## Reakce

### Kritika systému 996
Mnoho čínských médii systém 996 zkritizovalo. Xin Shi Ping z Xinhua News Agency pronesl, že tento systém „porušuje pracovní právo a ohrožuje zdraví a budoucnost. Ubližuje to tvrdě pracujícím zaměstnancům a je to neporozumění pravého významu pracovitosti“. Redakční článek v China News Service uvedl, že je „zbytečné vyměnit život za peníze“. Wang Xinya, spisovatel pro Banyuetan o systému řekl, že to vůbec nesouvisí s pečlivostí zaměstnanců, ale souvisí to hlavně se zájmy společností. Guldo van Rossum, tvůrce programovacího jazyka Python, označil systém 996 za nehumánní. Beijing Daily zkritizovalo Jacka Ma a Richarda Liu za podporu systému 996.

### Podpora systému 996
Jack Ma prohlásil, že pracující lidé by měli systém 996 brát jako „požehnání“, protože podle něj neexistuje jiný způsob, jak „dosáhnout úspěchu bez toho, aniž by se vynaložilo více času a úsilí“. Richard Liu, zakladatel společnosti JD.com, a Jason Calacanis, americký internetový podnikatel, se vyjádřili podobně. Jason Calancanis navíc přirovnal systém 996 k pracovní morálce, která vybudovala Ameriku.

### Právní problémy
27. srpna 2021 byl systém 996 Nejvyšším lidovým soudem Čínské lidové republiky označen za nelegální. Nicméně se spekuluje o tom, jestli na základě tohoto ustanovení může systém 996 úplně zmizet z čínských společností, jelikož mnoho společností nadále využívá přesčasů.

### Online protesty

#### Github kampaň 996.ICU
29. března 2019 vzniklo úložiště a webové stránky 996.ICU. Název vznikl na základě ironické hlášky čínských zaměstnanců: „pracovat v 996, onemocnět v ICU“ (čínsky „工作 996,生病 ICU“). 996 odkazuje na pracovní systém, zatímco zkratka ICU souvisí s jednotkou intenzivní péče odkazující na vývojáře riskující svůj zdravotní stav v systému 996. Heslem hnutí je „na životech vývojářů záleží“. Úložiště velice rychle získalo pozornost a stalo se z něj jedno z nejpopulárnějších úložišť na GitHubu.
Původním cílem úložiště bylo poukázat na společnosti využívající systém 996 a vytvoření seznamu těchto společností. Brzy se z něj ale vyvinulo hnutí Anti 996 Licence, které zakazuje společnostem využívajícím tento software aplikovat systém 996 na své zaměstnance. V reakci na to čínské prohlížeče jako QQ od Tencentu, UC Browser od Alibaby, Xiaomi, Qihoo 360 a mnoho dalších zablokovaly přístup na úložiště 996.ICU a označily jej za „nelegální a za podvodnou stránku“.
Aby hnutí nebylo ohroženo cenzurou čínské vlády, vytvořili zaměstnanci Microsoftu a GitHubu úložiště „support.996.ICU“ a podpořili tak kampaň 996.ICU.

### Reakce čínské společnosti
Dlouhá pracovní doba a respekt k autoritám souvisí s čínskými hodnotami, které jsou hluboce zakořeněné v čínské společnosti. Na základě těchto hodnot se v Číně vyvinuly i extrémy jako systém 996.
Kvůli extrémní soutěživosti a tlaku vyvíjeném na čínskou společnost je velmi těžké ze systému 996 odejít. To je podpořeno i tím, že ve velkých čínských městech je více lidí než pracovních míst, zaměstnanci si tak svou práci chtějí udržet za každou cenu.
Během pandemie covidu-19 a po rozhodnutí čínské vlády považovat systém 996 za nelegální se situace pro zaměstnance v Číně začala zlepšovat. Lidé z těchto pracovních podmínek začali sami odcházet, zároveň ale i společnosti začaly systém 996 zmírňovat, nebo od něj úplně upustily a přešly na pracovní dobu 40 hodin týdně, kdy povolený počet hodin přesčasů nesmí být překročen.
Čínská společnost na tento vývoj pracovní doby v Číně reaguje jak pozitivně, tak i negativně. Na jedné straně zaměstnanci doufají, že budou moci lépe vyvážit svůj osobní život s prací tím, že nebudou nuceni pracovat přesčas. Některé společnosti po snížení pracovní doby ale čelily kritice od zaměstnanců, kteří postrádají nebo jsou dokonce závislí na dodatečném příjmu z proplácených přesčasů.
Pokud bude zákon o přesčasech striktně prosazován, mohlo by to vést k nárůstu zaměstnanosti. Nicméně v mnoha společnostech je systém 996 i po jeho zrušení nadále nepsaným pravidlem řízený tlakem a soutěživostí mezi zaměstnanci.